# Мелісса (міфологія)
Мелі́сса (грец. Μελισσα / Melissa — бджола) — німфа, родоначальниця бджіл. Стародавні греки вважали бджіл божественними комахами, оскільки організація їхнього життя у вулику й виведення нових роїв видавались подібними до суспільного життя й заснування колоній. Звідси уявлення про те, що бджоли — німфи, обернені на комах.
Мелісса — наймення жриць Деметри й Артеміди.